# Arienti y Maisterra
Arienti y Maisterra fue una empresa constructora que en las décadas de 1920 y 1950 construyó algunos de los edificios más destacados de la Ciudad de Buenos Aires. Entre ellos, se destaca el Nuevo Mercado del Abasto (inaugurado en 1934), y las Casas Centrales del Nuevo Banco Italiano (1929) -actualmente Banco BBVA Francés-, del Banco de la Provincia de Buenos Aires (1940) y la primera etapa del Edificio Central del Banco de la Nación Argentina (1944). Estos últimos tres edificios son Monumentos Históricos Nacionales. Entre las obras civiles, se destaca la construcción del primer tramo del entubamiento del Arroyo Maldonado (1929), la construcción del Puente Nuevo Nicolás Avellaneda sobre el Riachuelo (1939) y las pavimentaciones de la Ruta Provincial 2 (1938) y la Ruta Nacional 205 (1951). Asimismo, Arienti y Maisterra, uno de los socios fundadores de la Cámara Argentina de la Construcción, fue también una importante fábrica de caños de cemento, proveedora de Obras Sanitarias de la Nación. La firma cerró en 1970.

## Historia

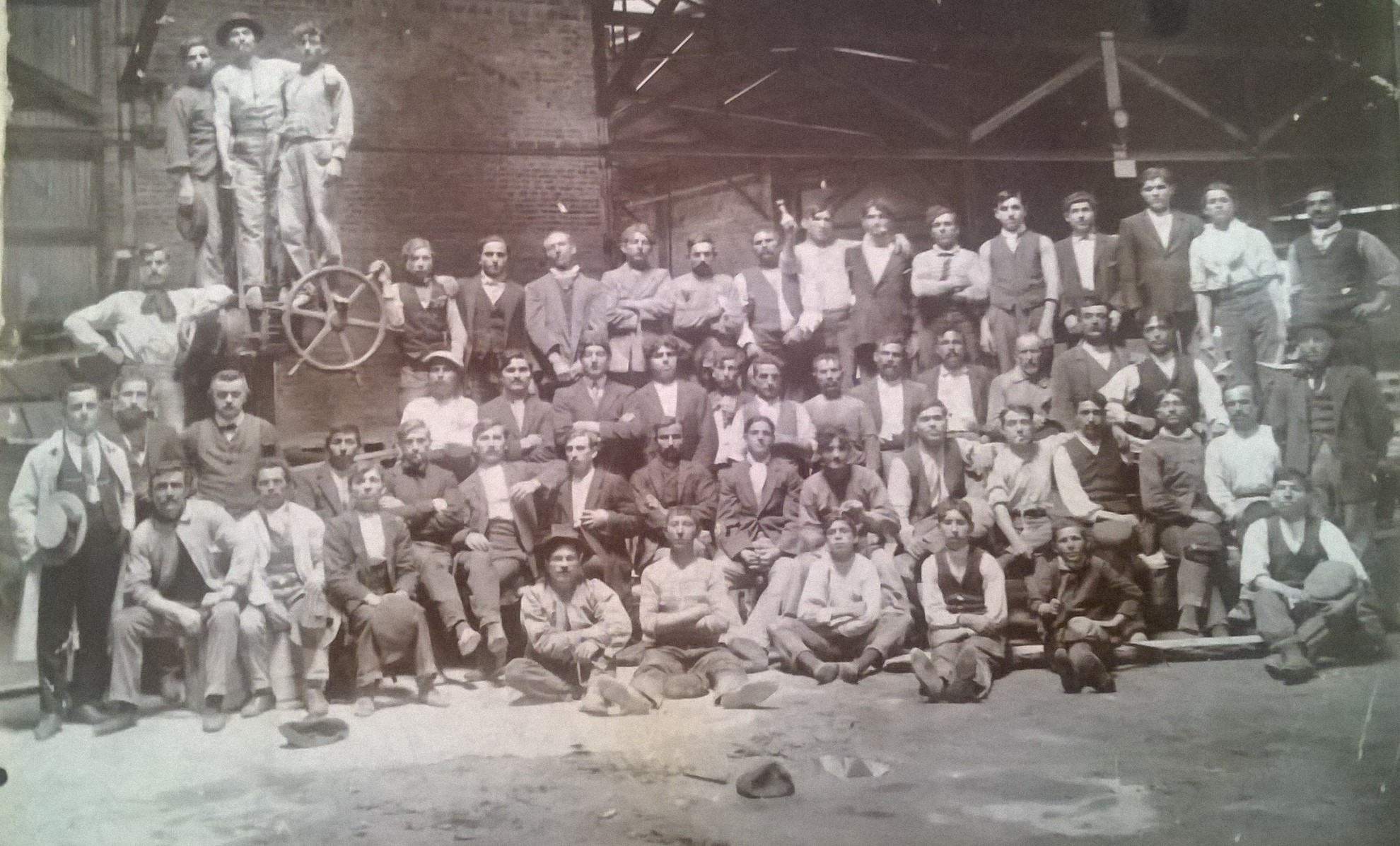
Empleados de la fábrica de caños de cemento de Arienti y Maisterra en 1913.

### La fábrica de caños

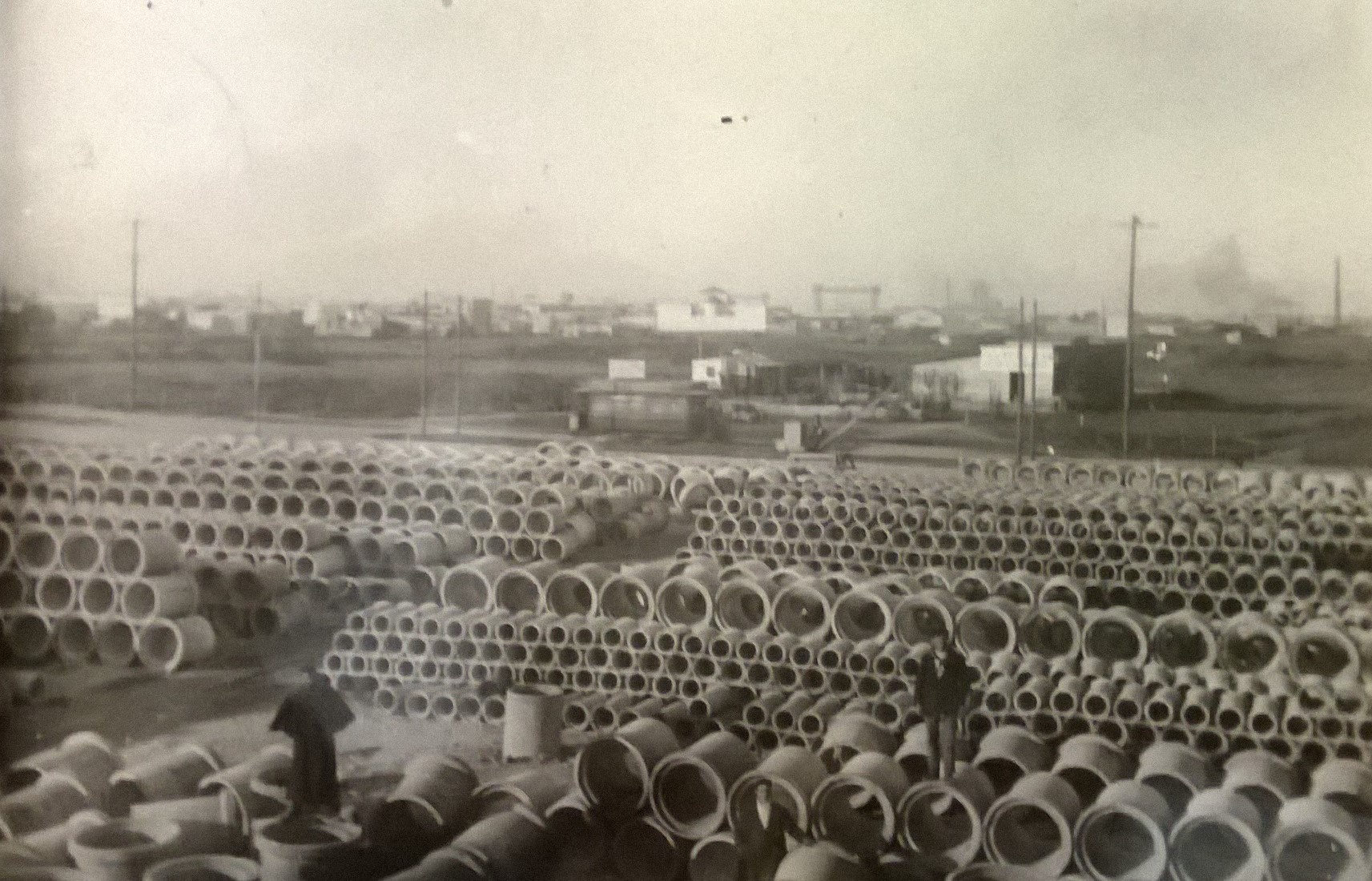
Acopio de caños de cemento, en 1916.

Zenón Arienti (Suiza, 1879-1949) y Blas Maisterra (Argentina, 1882-1953), ambos empleados de un comercio en el que trabajaban como vendedores, a comienzos de 1910 decidieron asociarse a fin de aprovechar las posibilidades que brindaba el “país de las vacas gordas” a los hombres con iniciativa. Arienti y Maisterra establecieron en el barrio de La Boca una fábrica de caños de cemento. Al principio, también fabricaron tirantes premoldeados “Siegwart”. En 1915, junto con una persona llamada Bustelli, a Arienti y Maisterra les es concedida por 10 años la patente de "cabecera de alcantarilla, de bloques de cemento armado" En diciembre de 1919, se les aprueba una licitación adjudicada por la Dirección General de Puentes y Caminos. Se trataba de la provisión de 80 caños de cemento de 60 cm de diámetro y 1 m de largo, destinados a una obra de la Municipalidad de Lobos, en la Provincia de Buenos Aires.
Más tarde, la empresa se mudó a Barracas, a la Avenida Vélez Sarsfield 1851, en un predio que llegó a ocupar dos manzanas. Allí se establecieron las oficinas comercial y técnica, y el galpón de los materiales. El personal técnico era extranjero, -mayormente alemanes y suizos-; mientras que los empleados comerciales eran argentinos. Por esa época, existían en Buenos Aires importantes empresas alemanas; Arienti y Maisterra, siendo inicialmente una empresa pequeña, consiguió competir en pie de igualdad con ellas.

### Construcción de grandes edificios
En la década del 20' del siglo pasado, comenzó a cambiar el concepto de construcción en Argentina: dejaban de utilizarse las estructuras de acero, sustituyéndose por las de hormigón armado. Arienti y Maisterra, que ya conocía el negocio del cemento premoldeado, incursionó en la construcción de obras civiles, presentádose en licitaciones públicas. A fines de esta década, Arienti y Maisterra ya construía obras de envergadura, obteniendo así un rápido crecimiento económico.

A fines de la esa década, la empresa construyó la sede del Nuevo Banco Italiano, en Reconquista 2, sobre la Plazo de Mayo, sitio fundacional de Buenos Aires y sede de grandes acontecimientos de la historia del país. El diseño de esta edificio, inaugurado en 1929, estuvo a cargo de los arquitectos De Lorenzi, Otaola y Rocca. Luego, Arienti y Maisterra construyó las losas, las vigas, la mampostería perimetral y los anexos del edificio de la Administración General de los Ferrocarriles del Estado, en Retiro, obra que se inauguró en el invierno de 1935. Paralelamente, comenzó con la remodelación del Mercado de Abasto, que fue inaugurado en 1934. El diseño fue realizado por el ingeniero José Luis Delpini y asociados, que contó con la colaboración de un ingeniero de Arienti y Maisterra llamado Luniaseck, que era de origen checo. 

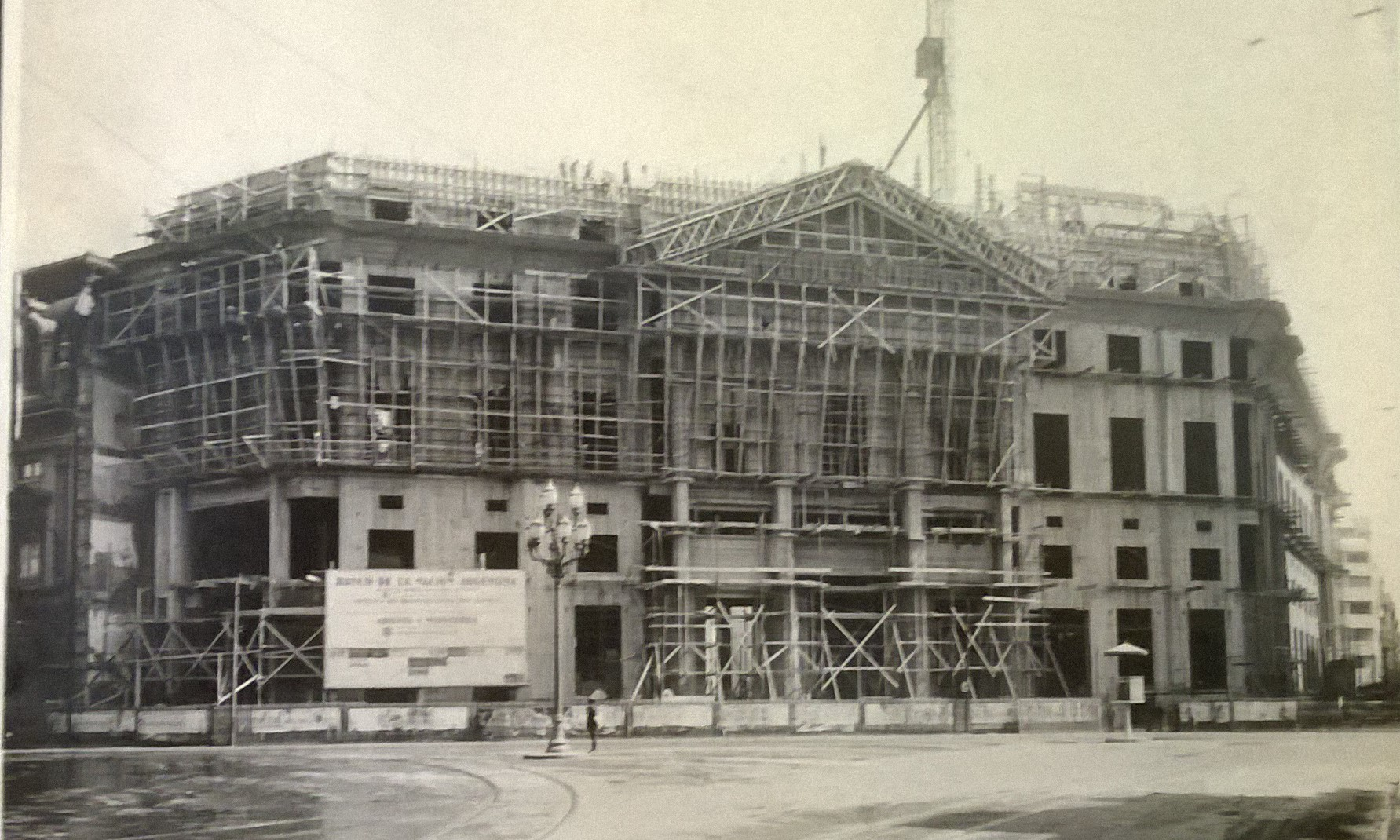
Fachada en construcción de la Casa Central del Banco Nación en 1942. Fotografía tomada desde la calle Balcarce.

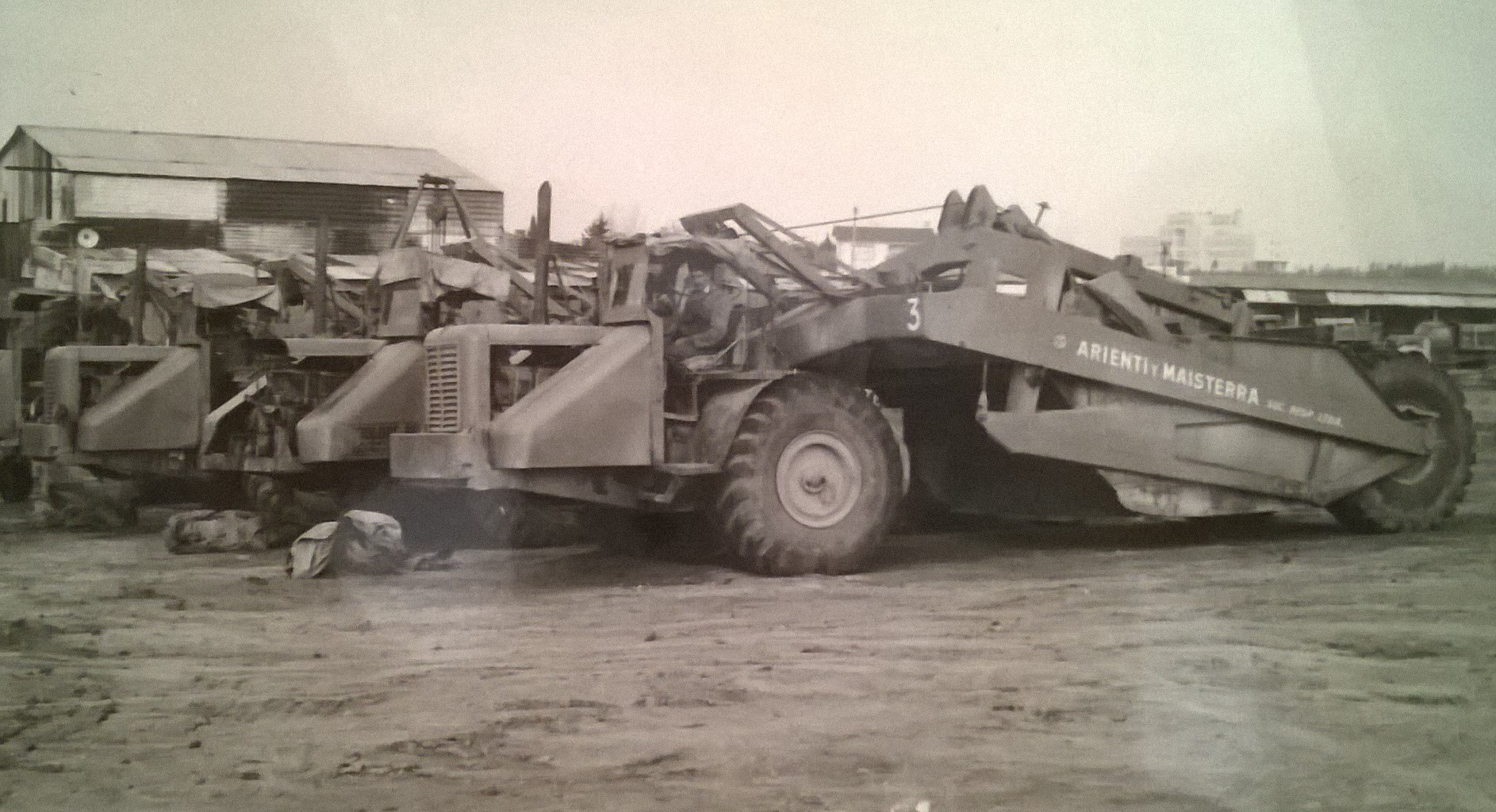
Máquinas viales de Arienti y Maisterra, en 1950 aprox.

Hacia 1939, se construyó la Casa Central del Banco de la Provincia de Buenos Aires, en la calle Reconquista. Esta obra, diseño de los arquitectos Sánchez, Lagos y de la Torre, -los mismos arquitectos del edificio Cavanagh-, fue muy complicada porque hubo que cavar y apuntalar los edificios linderos, que eran muy antiguos. Poco más tarde, en 1940, la empresa ganó la licitación para construir la primera etapa de la Casa Central del Banco de la Nación Argentina, en Plaza de Mayo. Este tramo representaba aproximadamente el 60% de la obra final. El edificio, que fue diseñado por el prestigioso arquitecto Alejandro Bustillo, es la única obra edilicia en la que no se colocó la inscripción de "Arienti y Maisterra. Empresa Constructora". A continuación, se cita un párrafo que resalta la importancia de esta obra: 
"La magnitud y el valor artístico y técnico de la construcción, que con justicia entra en la categoría de los "monumentos" arquitectónicos argentinos, así como la función primordial que en esta obra ha tenido el cemento portland integrando la estructura de hormigón armado [...] Valga esta nota como rápido enfoque de esta magnífica concepción del Arquitecto Alejandro Bustillo, ejecutada en lo fundamental por la empresa Arienti y Maisterra".
En diciembre de 1944, la constructora gana la licitación para edificar 254 viviendas en el Barrio "Villa Concepción", de San Martín, en la Provincia de Buenos Aires. 

### Obras Civiles
La primera obra civil de relevancia que ganó la empresa fue el entubamiento del primer tramo del Arroyo Maldonado, en 1929. Este tramo, de 5 km de largo, es el corresponde a la zona de desagüe sobre el Río de la Plata. Vale destacar que para esta época Arienti y Maisterra ya era un importante proveedor de caños de cemento de Obras Sanitarias de la Nación.
Entre las obras viales, se destaca la construcción del Puente Nicolás Avellaneda, inaugurado en 1937, siendo en ese momento "el puente más importante en su género en Sudamérica", con una longitud de 1052 m.
También participó en el pavimentado de la Ruta Provincial 2 y parte de la Ruta Nacional 5. Asimismo, construyó la ruta Ruta Nacional 205, los tramos que une San Justo-Cañuelas; Cañuelas- Lobos y Lobos-Saladillo. En los años 50, Arienti y Maisterra participa en la mayoría de las licitaciones de rutas en la Provincia de Buenos Aires. En 1963, construyó, junto con la firma Polledo S.A. tramos de las Cloacas Mayores de la Capital Federal.

### Nueva sociedad. Disolución
En septiembre de 1946, la empresa toma la forma de una sociedad de responsabilidad limitada, de la que participaban, además de los dos fundadores, el Ing. Héctor Luis Arienti, -hijo de Zenón y socio gerente de la firma hasta 1970-, Néstor Ángel Limonta, -viejo empleado de la empresa, que estuvo a cargo de la fábrica de caños-, el Ing. Alberto Gutiérrez Acha y el Dr. Antonio Canciello.
En 1947 fallece Zenón Arienti y, más tarde, en 1953, Blas Maisterra, quien fue soltero y no tuvo en hijos. Años antes, Zenón Arienti, ya viudo, con la intención de unir a las dos familias, se había casado con una de las hermanas solteras de Blas, llamada Dominga.
A mediados de los 60' la empresa, Arienti y Maisterra, al igual que otras grandes constructoras nacionales, comenzó a atravesar problemas económicos vinculados con la caída de contratos con el Estado. Cerró definitivamente en 1970.